# ماتران
ماتران (فرانسوی: [matʁɑ̃]) یک شهر است که در بخش سرین کانتون فریبورگ در کشور سوئیس واقع شده‌است. جمعیت این شهر در پایان سال ۲۰۱۸ بالغ بر ۱۵۲۱ نفر بوده‌است.

## تاریخ
این شهر برای اولین بار به نام مارترانس در نقشه‌های تهیه شده در سال ۱۱۲۳ ذکر شده‌است. سپس در اسناد متعلق به سال ۱۱۳۸ این شهر با نام مارتنس آمده‌است. در سال‌های بعد ماتران با نام‌های متعددی در منابع مختلف ازجمله مارترانس(۱۱۴۸)، ماترانس(۱۱۵۷)، ماترانز(۱۲۸۵)، مارترانت(۱۴۴۵)، مارتراند(۱۵۵۵) و مارترانگ(۱۶۶۸) ذکر شده‌است.
ماتران در سال ۱۴۴۲ درحالی‌که یک روستای کوچک بود رسماً تحت حکمرانی کانتون فریبورگ درآمد. بعد از فروپاشی کنفدراسیون قدیم سوئیس و تشکیل جمهوری هلوتی در سال ۱۷۹۸، ماتران همچنان زیرمجموعه فریبورگ باقی ماند. در سال ۱۸۴۸ و پس از تشکیل کنفدراسیون جدید سوئیس، ماتران زیرمجموعه بخش سرین کانتون فریبورگ شد.